# Pholcophora bahama
Pholcophora bahama là một loài nhện trong họ Pholcidae. Loài này có ở de Bahama's.